# Con tu nombre
«Con Tu Nombre» (рус. С твоим именем) — это третий и последний сингл с альбома Рики Мартина MTV Unplugged. Он был выпущен 26 июня 2007 г.

## Появление в чарте
Песня достигла сорок седьмой строки в Hot Latin Songs в США.

## Форматы и трек-листы
Mexican digital single
1. «Con Tu Nombre» (Radio Edit) — 3:43

Mexican digital single
1. «Con Tu Nombre» (Salsa Version) — 3:54

### Чарты
| Чарт (2007)                  | Наивысшая позиция |
| ---------------------------- | ----------------- |
| US Billboard Hot Latin Songs | 47                |
| US Billboard Latin Pop Songs | 15                |